# TT339
TT339 (Theban Tomb 339) è la sigla che identifica una delle Tombe dei Nobili ubicate nell'area della cosiddetta Necropoli Tebana, sulla sponda occidentale del Nilo dinanzi alla città di Luxor, in Egitto. Destinata a sepolture di nobili e funzionari connessi alle case regnanti, specie del Nuovo Regno, l'area venne sfruttata, come necropoli, fin dall'Antico Regno e, successivamente, sino al periodo Saitico (con la XXVI dinastia) e Tolemaico.

## Titolare
TT339 era la tomba di:
| Titolare      | Titolo | Necropoli      | Dinastia/Periodo         | Note |
| ------------- | --- | -------------- | ------------------------ | ---- |
| Huy e Pashedu | (Huy) Servo del Luogo della Verità; (Pashedu) Servo del Luogo della Verità, Scalpellino della Necropoli di Amon a Karnak | Deir el-Medina | XIX dinastia (Ramses II) |      |

## Biografia
Genitori di Huy, Seba e Nefer[t]iyti; padre di Pashedu, Harmosi. Moglie, di entrambi, Takharu.

## La tomba
La cappella è costituita da un piccolo ambiente oggi ricostruito; sulle pareti: scene della cerimonia funeraria (1-2), della psicostasia e del pellegrinaggio ad Abido. Poco oltre (3) il defunto e la moglie in presenza di Ptah-Sokaris (?); su altra parete (4), in tre registri sovrapposti, persone che partecipano ai riti e, poco oltre (5) due Anubi, rappresentati come sciacalli, sovrastano scene di genti con mazzi di fiori ripartite su tre registri. Sul fondo, al centro della parete ovest, nicchia (6) contenente una stele, il defunto e la moglie in offertorio. Provengono da questa tomba uno stipite di porta con testi attribuibili a Huy (oggi al Museo Egizio di Torino, cat. 6157), e oggetti intestati a Peshedu: altro stipite con il defunto inginocchiato (forse quello che fronteggiava il precedente); scatola per ushabti; vaso canopico e frammenti di cartonnage.

### Annotazioni
1. ↑  La numerazione dei locali e delle pareti segue quella di Porter e Moss 1927, p. 400.
2. ↑  La prima numerazione delle tombe, dalla numero 1 alla 252, risale al 1913 con l'edizione del "Topographical Catalogue of the Private Tombs of Thebes" di Alan Gardiner e Arthur Weigall. Le tombe erano numerate in ordine di scoperta e non geografico; ugualmente in ordine cronologico di scoperta sono le tombe dalla 253 in poi.
3. ↑  I campi della Duat, ovvero l'aldilà egizio, si trovavano, secondo le credenze, proprio sulla riva occidentale del grande fiume.
4. ↑  Nella sua epoca di utilizzo, l'area era nota come "Quella di fronte al suo Signore" (con riferimento alla riva orientale, dove si trovavano le strutture dei Palazzi di residenza dei re e i templi dei principali dei) o, più semplicemente, "Occidente di Tebe".
5. ↑  le Tombe dei Nobili, benché raggruppate in un'unica area, sono di fatto distribuite su più necropoli distinte.
6. ↑  Le note, sovente di inquadramento topografico della tomba, sono tratte, fino alla TT252, dal "Topographical Catalogue" di Gardiner e Weigall, ed. 1913 e fanno perciò riferimento alla situazione dell'epoca.
7. ↑  Nomi ricavabili da una stele in due pezzi di cui uno al British Museum (cat. 446) e l'altro al Louvre /(cat. C.86).

### Fonti
1. ↑  Gardiner e Weigall 1913.
2. ↑  Donadoni 1999,  p. 115.
3. ↑  Porter e Moss 1927, p. 406.
4. ↑  Porter e Moss 1927,  p. 406.
5. ↑  Porter e Moss 1927,  pp. 406-407.